# Antoni Pasqual Abad
Antoni Pasqual Abad va ser un litògraf i gravador valencià del segle xix. Va néixer a Alcoi en 1809 i va morir a València en 1882.
Va ser deixeble de l'Acadèmia de San Carlos de València, on va estudiar dibuix i gravat. Quan la reina Maria Cristina va declarar lliure la professió de la litografia, es va traslladar a la seva Alcoi natal, on va ser el primer valencià a treballar boix, pedra i planxa. Va provar d'instal·lar una fàbrica de paper de fumar, però va fracassar, per la qual cosa en 1839 es va establir a València.
Va realitzar les làmines de l'Antic i Nou Testament editats per Vicent Boix en 1841, així com una edició de Guzmán de Alfarache (1843-46). Va ser membre de la Societat Econòmica d'Amics del País. En les exposicions regionals de 1845 i 1851 va ser premiat pels seus avenços en la litografia i en la fabricació de teles per a ventalls. Va exposar en l'exposició universal de Londres de 1851. Va presentar un projecte d'impressió i edició d'un pla de la ciutat de València, que li va valdre ser nomenat litògraf de l'Ajuntament de València.
És considerat també un dels millors ventallers valencians. També va il·lustrar auques. Altres obres seves són La psiquis (1840) i la Galeria pintoresca (1847). També es coneixen algunes litografies de sants i verges.